# (403) Cyane
(403) Cyane – planetoida z grupy pasa głównego asteroid okrążająca Słońce w ciągu 4 lat i 261 dni w średniej odległości 2,81 j.a. Została odkryta 18 maja 1895 roku w Observatoire de Nice w Nicei przez Auguste Charloisa. Nazwa planetoidy pochodzi od Kiane (Cyane), najady w mitologii greckiej. Przed jej nadaniem planetoida nosiła oznaczenie tymczasowe (403) 1895 BX.